# Sel·letes
Els sel·letes (en llatí Selletae) eren un poble de Tràcia que menciona Plini el Vell a la Naturalis Historia. El seu país era anomenat Sel·lètica (Σελλητική), segons Claudi Ptolemeu, i era al nord de les muntanyes Hemos, entre aquestes i el Panisos.